# Кадзунорі Ямауті
Кадзунорі Ямауті  (яп. 山内 一典 Ямауті Кадзунорі, нар. 5 серпня 1967, м. Касіва, преф. Тіба, Японія)  — японський геймдизайнер і професійний автогонщик, генеральний директор Polyphony Digital, творець та ідейний натхненник серії гоночних відеоігор Gran Turismo для консолей виробництва Sony.

## Життєпис
Кадзунорі Ямауті народився 5 серпня 1967 року у японському місті Касива префектури Тіба. Його сім'я володіла підготовчою школою. Ямауті цікавився автомобілями з 4 років, проте водійські права отримав лише у 24 роки через їхню дорожнечу. Крім автомобілів та відеоігор Ямауті захоплюється також кінематографом.
Крім автомобілів Ямауті зі школи захоплювався створенням відеоігор, у молодших класах мріяв стати космонавтом, а в середній школі разом з однокласниками знімав аматорські фільми, проте закінчив університет за спеціальністю з бухгалтерської справи. У вільний від навчання в університеті час Ямауті займався створенням презентацій для автомобільних компаній.
У 1992 році він вступив на роботу в ігровий підрозділ Sony Music Entertainment, де займався розробкою ігрової приставки PlayStation, причому як тестер він залучав учнів зі школи, якою володіли його батьки. У 1994 році він перейшов до сформованого для запуску цієї приставки підрозділу Sony Computer Entertainment Inc. (SCEI) і зайнявся створенням відеоігор. Його першим творінням став проєкт під назвою «MotorToon Grand Prix» для PlayStation.
Ще в 15-річному віці Ямауті задумав створити симулятор комп'ютерних автоперегонів, який би відрізнявся якісною графікою та високим ступенем реалізму, до того ж він хотів, щоб у відеогрі була велика кількість автомобілів. Крім того, Ямауті задумав зробити цю гру однаково привабливою як для любителів простих гонок для розваги, так і для тих гравців, які вимагають гранично реалістичного ігрового процесу і хотіли б вникнути у всі налаштування гоночних автомобілів. Ямауті звернувся до керівництва з ідеєю створення власної відеогри, однак її сприйняли скептично, втім дозволивши її розробку невеликою командою. В 1997 році він випустив першу гру з серії Gran Turismo для PlayStation, яка стала досить популярна: по всьому світу було продано близько 11 мільйонів копій, а сайт GameSpot згодом назвав її однією з найкращих ігор всіх часів. Окрему популярність здобуло докладне двотомне керівництво до гри.
В 1998 році Ямауті заснував та обійняв посаду президента та генерального директора дочірньої компанії SCEI — Polyphony Digital, яка займалася розробкою ігор Gran Turismo. Всього було випущено 7 повноцінних відеоігор з цієї серії: Gran Turismo, Gran Turismo 2, Gran Turismo 3: A-Spec, проєкт Gran Turismo Concept, Gran Turismo 4, а також Gran Turismo 4 Prologue" та «Gran Turismo 5 Prologue», які є розширеними демоверсіями відповідно до четвертої та п'ятої частин однойменного серіалу. Також через PlayStation Network поширювався безкоштовний проєкт Gran Turismo HD Concept, який демонстрував гравцям можливості консолі PlayStation 3. Станом на 2008 рік, по всьому світові було продано понад 50 мільйонів копій ігор Gran Turismo, що зробило цю серію однієї з найпопулярніших в історії відеоігор. У Gran Turismo 4 гравець міг вибрати для гонки понад 700 автомобілів та близько півсотні трас. Крім того, Polyphony Digital розробляла ігри Omega Boost, Motor Toon Grand Prix 2 та симулятор гонок на мотоциклах Tourist Trophy.
У 2009 році Ямауті займався створенням нової відеогри Gran Turismo 5 для ігрової приставки Sony PlayStation 3.
Ямауті є почесним суддею престижного автошоу Pebble Beach Concours d'Elegance і з 2001 року також є членом журі нагороди «Японський автомобіль року». Він двічі, у 1998 та 2001 роках, ставав лауреатом премії Британської академії кіно та телебачення (англ. The British Academy of Film and Television Arts, BAFTA), п'ять разів був названий лауреатом японської премії серед виробників ігор CESA Game Award.
Ямауті залучався найбільшими світовими компаніями до розробки дизайну нових спортивних автомобілів, зокрема Nissan Z33, GT-R та Skyline Coupe. Він відомий як колекціонер спортивних автомобілів, у його гаражі є Nissan 350Z, Nissan GT-R, Nissan Z33, Honda S2000, Mercedes-Benz SL55 AMG, 996 GT3 та два Ford GTS, деякі з цих машин були подаровані йому самими автовиробниками . Ямауті захоплюється аматорськими автомобільними гонками та регулярно бере участь у заїздах на гоночних трасах у Японії та Європі. Він зізнавався в інтерв'ю Spiegel Online у тому, що бере участь у нелегальних перегонах на автомагістралях поблизу Токіо.
У 2012 році на 24-годинній гонці Нюрбургрингу Ямауті повернувся до Nissan, керуючи #123 GT-R разом з Лукасом Ордоньєсом. Він посів 1-ше місце в класі SP8T і 30-те місце в загальному заліку, хоча клас SP8T того року складався лише з двох автомобілів, обидва були Nissan GT-R. Ямауті приєднався до класу SP9 для 24 годинної гонки в Нюрбургрингу 2013 року, керуючи Nissan GT-R Nismo GT3 Schulze Motorsport. Незважаючи на те, що команді вдалося лідирувати в першій кваліфікаційній сесії в загальному заліку понад 40 хвилин, численні проблеми з надійністю в перегонах опустили їх на 165-е місце в загальному заліку в один момент, але команді вдалося піднятися на 135-ту позицію в загальному заліку під картатим прапором.
На 24-годинній гонці Нюрбургрингу 2014 року Ямауті знову керував Nissan GT-R Nismo GT3 від Schulze Motorsport разом з Джорданом Трессоном, Тобіасом і Міхаелем Шульце. Команді вдалося провести результативнішу гонку, ніж у 2013 році, і вражаюче фінішувати 14-м серед 165 учасників. У 24-годинній гонці на Нюрбургрингу 2016 року Ямауті змінив Nissan на BMW, де пілотував Walkenhorst Motorsport M6 GT3 № 101 і фінішував 22-м у загальному заліку.